# Ain’t No Sunshine
Ain’t No Sunshine ist ein Lied des US-amerikanischen Sängers Bill Withers aus dem Jahr 1971. Das Stück wurde auf dem Album Just as I Am veröffentlicht, das von Booker T. Jones produziert wurde. Die Single erschien im Juli 1971 und avancierte zu Withers’ erstem Charthit. Der Song wurde oft gecovert, unter anderem im Jahr 1972 von Michael Jackson.

## Geschichte und Verwendung
Bill Withers schrieb diesen Song, nachdem er den Film Days of Wine and Roses aus dem Jahre 1962 gesehen hatte. Das Lied erschien als B-Seite der Single Harlem, allerdings spielten Discjockeys eher Ain’t No Sunshine statt der A-Seite. Im November 1988 erschien unter dem Titel Ain’t No Sunshine (Total Eclipse Mix) eine Neuaufnahme für das Remixalbum Lovely Days.
Das Lied wurde als Soundtrack der Filme Notting Hill, Old School, Amy, Crooklyn, Flight und München verwendet. Ain’t No Sunshine war auch in vielen Serien wie Der Prinz von Bel Air, The Boys oder Drawn Together zu hören. Auch in Castingshows wurde der Song oft gesungen, etwa von Mark Medlock bei Deutschland sucht den Superstar.

## Kommerzieller Erfolg

### Chartplatzierungen
In den US-amerikanischen R&B-Charts belegte der Song Platz sechs, in den Billboard Hot 100 Platz drei. In den US-amerikanischen Single-Jahrescharts erreichte der Song Platz 23. In Deutschland und der Schweiz platzierte sich das Lied erstmals nach Withers Tod im Jahr 2020.
| ChartsChartplatzierungen       | Höchstplatzierung | Wochen |
| ------------------------------ | ----------------- | ------ |
| Deutschland (GfK)              | 76 (1 Wo.)        | 1      |
| Schweiz (IFPI)                 | 24 (12 Wo.)       | 12     |
| Vereinigte Staaten (Billboard) | 3 (16 Wo.)        | 16     |
| Vereinigtes Königreich (OCC)   | 40 (7 Wo.)        | 7      |

| ChartsChartplatzierungen     | Höchstplatzierung | Wochen |
| ---------------------------- | ----------------- | ------ |
| Deutschland (GfK)            | 30 (12 Wo.)       | 12     |
| Vereinigtes Königreich (OCC) | 82 (3 Wo.)        | 3      |

| ChartsJahrescharts (1971)      | Platzierung |
| ------------------------------ | ----------- |
| Vereinigte Staaten (Billboard) | 23          |

### Auszeichnungen für Musikverkäufe
| Land/Region                  | Auszeichnungen für Musikverkäufe (Land/Region, Auszeichnung, Verkäufe) | Verkäufe  |
| ---------------------------- | ---------------------------------------------------------------------- | --------- |
| Australien (ARIA)            | Platin                                                                 | 70.000    |
| Dänemark (IFPI)              | Platin                                                                 | 90.000    |
| Deutschland (BVMI)           | Gold                                                                   | 250.000   |
| Griechenland (IFPI)          | 2× Platin                                                              | 40.000    |
| Italien (FIMI)               | Platin                                                                 | 50.000    |
| Neuseeland (RMNZ)            | 4× Platin                                                              | 120.000   |
| Portugal (AFP)               | 2× Platin                                                              | 20.000    |
| Spanien (Promusicae)         | 2× Platin                                                              | 120.000   |
| Vereinigte Staaten (RIAA)    | 4× Platin                                                              | 4.000.000 |
| Vereinigtes Königreich (BPI) | 2× Platin                                                              | 1.200.000 |
| Insgesamt                    | 1× Gold · 19× Platin ·                                                 | 5.960.000 |

## Coverversionen
1972 veröffentlichte Michael Jackson eine Coverversion des Stücks auf seinem Album Got to Be There. Die für den britischen Markt ausgekoppelte Single erreichte in den britischen Charts Platz 8, in den Niederlanden Platz 16. In der Schweiz war die Version 2009 kurz nach dem Tod von Michael Jackson für eine Woche auf Platz 99 notiert.
1992 konnte der Rapper Kid Frost mit seiner Version des Songs, der unter dem Titel No Sunshine veröffentlicht wurde, Platz 95 in den US-Singles-Charts erreichen.
Die Band 4 the Cause veröffentlichte 1998 eine Coverversion als Single, die sich auch in den Charts der deutschsprachigen Länder platzieren konnte.
2012 sang Mic Donet den Titel in der Castingshow The Voice of Germany, seine Version erreichte als Download Platz 78 in den deutschen Charts.
Ain’t No Sunshine wurde von Rolling Stone auf die Liste der 500 besten Songs aller Zeiten gesetzt und belegt Platz 280. Der Song wurde unter anderem 1972 mit einem Grammy für den besten R&B-Song ausgezeichnet. Robert Christgau lobte in seiner Kritik die fehlerfreie Produktionstechnik von Booker T. und die angemessene Instrumentierung und fasste sein Urteil mit „unusually likeable“ und „listenable middlebrow soul“ zusammen.
Weitere Coverversionen
Der Song wurde rund 400 Mal gecovert:
Aaron Neville,
Akon,
Airto Moreira & Flora Purim,
Al Green,
Al Jarreau,
Amos Lee,
Andy Abraham,
At Last,
Augustus Pablo,
Aynsley Lister,
Barry White,
B.B. King,
Betty Wright,
Black Label Society,
BoA,
Bobby Blue Bland,
Bobbi Humphrey,
Boney James,
Boris Gardiner,
Buddy Guy,
Budka Suflera,
Cat Stevens,
Chenoa,
D’Angelo,
DMX,
David Cassidy,
David Sanborn,
Des’ree & Ladysmith Black Mambazo,
Eva Cassidy,
Everlast,
Fable,
Fall Out Boy,
Finger Eleven,
Freddie King,
Geoff Castellucci,
Giorgia,
Gomez (Band),
Grover Washington, Jr.,
Hanson,
Horace Andy,
Intars Busulis,
Isaac Hayes,
Jars of Clay,
Ja Rule,
James Taylor,
Jeff Beck,
Joan Osborne,
Joe Cocker,
John Mayer,
John Waite,
Jose Feliciano,
Joss Stone,
Justin Nozuka,
Justin Timberlake,
Ken Boothe,
Kenny Rogers,
Kris Allen,
Lee DeWyze,
Lenny Kravitz,
Leonard Cohen,
Lighthouse Family,
Lionel Hampton,
Lyn Collins,
Mark Knopfler & Al Jarreau,
Maroon 5,
Marvin Gaye,
Max Mutzke,
Maynard Ferguson,
Me First and the Gimme Gimmes,
Melanie Safka,
Melody Gardot,
Merrill Osmond,
Michael Bolton,
Michael Chapdelaine,
Mobb Deep,
Montezuma’s Revenge,
Naná Vasconcelos,
Nancy Sinatra,
Nataly Dawn,
Neil Diamond,
Pastor Troy,
Paul Carrack,
Paul McCartney,
Percy Sledge,
Rachel Z, The Police, Rahsaan Roland Kirk,
Richard Marx,
Rhymefest,
Rob Thomas Ft. Carlos Santana,
Rodney Jones,
Roy Ayers,
Sakis Rouvas,
Savoy Brown,
Scott Walker,
Selah Sue
Sivuca,
Slavi Trifonov,
Smile Empty Soul,
Stefan Gwildis,
Sting,
Subsonica,
Sydney Youngblood,
Tereza Kerndlová,
The Temptations,
The Slackers,
Tom Jones,
Tom Petty & The Heartbreakers,
Tori Amos,
Tracy Chapman,
UB40,
Van Morrison,
Victor Wooten,
Will Hoge,
Will Young,
Woven Hand,
Wynonna Judd,
Ziggy Marley